# Hans Daniels

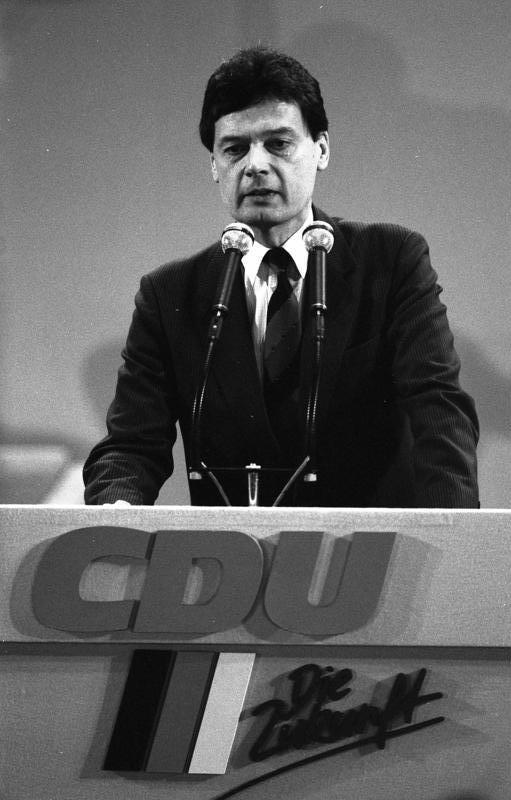
Hans Daniels auf dem Bundesparteitag 1987

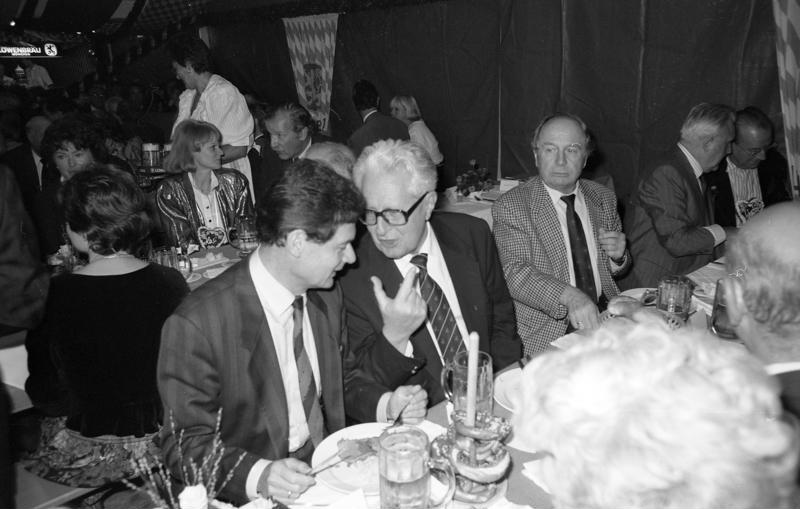
Hans Daniels 1990 im Gespräch mit Hans-Jochen Vogel

Hans Daniels (* 11. Dezember 1934 in Düsseldorf) ist ein deutscher Jurist und Politiker (CDU).

## Leben und Beruf
Hans Daniels ist der Sohn des ehemaligen promovierten Bonner Oberbürgermeisters Wilhelm Daniels (1903–1977) und seiner Ehefrau, der Volkswirtschaftlerin Hedwig Daniels, Tochter des Juristen Karl Mosler und Schwester des Völkerrechtlers Hermann Mosler.
Nach dem Abitur 1952 am Gymnasium studierte Hans Daniels Mathematik, Rechtswissenschaften und Volkswirtschaft in Bonn, München und Genf. Während seines Studiums schloss er sich Studentenkorporationen des KV an, in Bonn der KStV Flamberg und in München der KStV Albertia. Er legte 1955 das erste juristische Staatsexamen ab, wurde 1957 zum Dr. rer. pol. promoviert und beendete die Ausbildung zum Juristen 1959 mit dem zweiten juristischen Staatsexamen. 1958 war seine Schrift Ausscheidungprozesse in der Marktwirtschaft und ihrer Lenkung durch die Rechtsordnung erschienen. Von 1960 bis 1962 war er als Notarassessor und anschließend ab 1962 als Notar in Bonn tätig.
Hans Daniels ist katholisch, heiratete 1966 Ursula Blanke und bekam mit ihr die Kinder Zoe, Florian, Severin und Esther.

## Partei
Daniels trat 1955 der CDU bei. Er war 1957/58 Vorsitzender der Jungen Union in Bonn und seit 1971 Mitglied im Landesvorstand der CDU Rheinland.

## Abgeordneter
Daniels war von 1961 bis 1999 Ratsmitglied der Stadt Bonn und dort 1974/75 Vorsitzender der CDU-Fraktion. Er war vom 26. Juli 1970 bis zum 30. März 1983 Mitglied des nordrhein-westfälischen Landtags und dort von 1980 bis 1983 Vorsitzender des Ausschusses für Kommunalpolitik.
Dem Deutschen Bundestag gehörte er vom 29. März 1983 bis zum 20. Dezember 1990 an. Im Parlament vertrat er den Wahlkreis Bonn (damals Wahlkreis 63).

## Öffentliche Ämter
Daniels amtierte von 1975 bis 1994 als Oberbürgermeister der Stadt Bonn. Daneben war er von 1989 bis 1994 stellvertretender Präsident des Deutschen Städtetags, dessen Präsidium er bereits seit 1975 angehörte. 1994 musste er das Oberbürgermeisteramt nach der Wahlniederlage der CDU an Bärbel Dieckmann (SPD) abtreten. Nach 1999 engagierte er sich in der Stadt für kulturelle Angelegenheiten.

## Mitgliedschaften
Er ist Mitglied der Ludwig-Erhard-Stiftung.

## Regierungsumzug
In seine Amtszeit als Oberbürgermeister fiel am 20. Juni 1991 die Entscheidung des Deutschen Bundestags, seinen Sitz und den Sitz der Bundesregierung infolge der Deutschen Wiedervereinigung nach Berlin zu verlegen.
Daniels, der sich noch im Juni 1989 anlässlich des Bonnbesuchs von Michail Gorbatschow dazu bekannt hatte, dass Bonn nur eine Stellvertreterfunktion für Berlin einnehme und im Fall der Wiedervereinigung Parlament und Regierung nach Berlin selbstverständlich umziehen würden, wehrte sich ebenso energisch wie erfolglos gegen diesen Beschluss. Wörtlich hatte er gegenüber Gorbatschow erklärt: „Gerade wir Bonner sind uns immer der Tatsache bewusst, dass unsere Stadt (…) die Aufgabe der Hauptstadt nur stellvertretend für Berlin bis zu dem Zeitpunkt wahrnimmt, an dem eine Wiedervereinigung Deutschlands möglich ist.“

## Auszeichnungen
- 1978: Großoffizier des Ordens des Infanten Dom Henrique
- 1979: Bundesverdienstkreuz 1. Klasse[2]
- 1982: Großes Silbernes Ehrenzeichen mit dem Stern für Verdienste um die Republik Österreich[3]
- 1987: Verdienstorden des Landes Nordrhein-Westfalen[4]
- 2004: Ehrenbürgerschaft der Stadt Bonn
- 2009: Ehrenbürger der Universität Bonn
- Verleihung der Caritasehrennadel in Gold
- Ehrenphilister der KStV Arminia Bonn